# Gerhard Feix
Gerhard Feix (* 21. April 1929 in Teplitz-Schönau, Tschechoslowakei; † 8. Dezember 2006 in Rossow, Wittstock/Dosse) war ein deutscher Jurist, Kriminologe und Autor.

## Leben
Gerhard Feix wurde 1929 im tschechoslowakischen Teplitz-Schönau geboren. Nach Ende des Zweiten Weltkrieges musste er mit seiner Mutter und Schwester während der Vertreibung der Deutschen aus der Tschechoslowakei seinen Geburtsort verlassen. Nach Tätigkeiten als Waldarbeiter, Langhobler und Jugendfunktionär war er ab Ende der 1950er Jahre Mitarbeiter im Präsidium der Ost-Berliner Volkspolizei. Feix studierte ab 1959 Rechtswissenschaft an der Humboldt-Universität zu Berlin. Er promovierte und habilitierte sich ebenda im Juli 1967. Ab 1962 war er als wissenschaftlicher Mitarbeiter am Institut für Kriminalistik der Humboldt-Universität angestellt und wurde dort später Leiter der Abteilung Kriminaltaktik. Aufgrund seiner kritischen Haltung zur Niederschlagung des Prager Frühlings erhielt er 1968 ein Lehrverbot und wurde auf Betreiben von Ehrenfried Stelzer vom Institut entlassen.
Im Anschluss arbeitete Feix als Angestellter und wissenschaftlicher Mitarbeiter. Seit 1976 war er Dozent für Strafrecht und Kriminologie an der Hochschule für Recht und Verwaltung in Potsdam-Babelsberg. Daneben wirkte er als Entwicklungshelfer für die Bereiche Justiz und Verwaltung in Afrika. Später war Gerhard Feix als Rechtsanwalt tätig.
Feix verfasste mehrere Werke zur Jugendkriminalität und Sexualkriminalität in der DDR. 1959 entstand der illustrierte Ratgeber  Erziehe keinen Rowdy! Zum Straftatbestand des Rowdytums in der DDR publizierte Feix später weitere Schriften. Größere Bedeutung erlangte vor allem sein vom Verlag des Ministeriums des Innern herausgegebenes Kleines Lexikon für Kriminalisten (1965). Mehrfach wieder aufgelegt wurde sein 1971 veröffentlichtes Buch über die großen französischen Kriminalfälle, Das große Ohr von Paris – Fälle der Sûreté. Auch Der Tod kam mit der Post – Aus der Geschichte der BRD-Kripo (1979) erreichte mit hohen Auflagenzahlen in der DDR ein großes Publikum. Unter den Pseudonymen Gert Schönau und Gustl Rüdemann verfasste er auch Kriminal- und Abenteuer-Romane, die größtenteils in der Reihe Blaulicht erschienen.
Aus seiner später geschiedenen Ehe gingen drei Kinder hervor, darunter die Journalistin und Publizistin Ingrid Kirschey-Feix (* 1950) und der Schriftsteller und „Punk-Philosoph“ Lothar Feix (1954–2002).
Gerhard Feix verstarb am 8. Dezember 2006 in seinem Haus im brandenburgischen Rossow.

## Werke (Auswahl)
Sachliteratur
- 1953: Das Leben der jungen Kolchosbauern. (Verlag Junge Welt, Berlin)
- 1959: Die Sexualverbrechen an und mit Kindern. Ihre Aufdeckung, Untersuchung und Verhütung. (Dissertationsschrift, Berlin)
- 1959: Erziehe keinen Rowdy! (Verlag Volk u. Wissen, Berlin)
- 1961: Die Bekämpfung von Sexualverbrechen an Kindern. (Verlag des Ministeriums des Innern, Berlin)
- 1962: mit Horst Luther – Die Verhütung und Bekämpfung der Jugendkriminalität in der Deutschen Demokratischen Republik. (Verlag des Ministeriums des Innern, Berlin)
- 1965: Kleines Lexikon für Kriminalisten. (Verlag des Ministeriums des Innern, Berlin)
- 1967: Die sexuell motivierten Tötungsverbrechen in der Deutschen Demokratischen Republik. Eine kriminologisch-kriminalistische Studie. (Habilitationsschrift, Berlin)
- 1971: Das große Ohr von Paris – Fälle der Sûreté. (Verlag Das Neue Berlin, Berlin)
- 1974: Erfahrungen und Probleme der Kriminologie und Kriminalitätsvorbeugung und -bekämpfung in der UdSSR. (Akademie für Staats- und Rechtswissenschaft der DDR)
- 1975: Wesen und Ursachen der Kriminalität und das Wesen der Kriminalitätsvorbeugung sowie der Wiedereingliederung Strafentlassener und die Erziehung kriminell gefährdeter Bürger.
- 1979: Der Tod kam mit der Post – Aus der Geschichte der BRD-Kripo. (Verlag Das Neue Berlin, Berlin)

Romane
- 1969: Gert Schönau – Die Katze war dabei. (Blaulicht Nr. 106)
- 1969: Gert Schönau – Der Don Juan von Zederndorf. (Blaulicht Nr. 110)
- 1970: Gustl Rüdemann – Die Brille. (Blaulicht Nr. 116)
- 1970: Gert Schönau – Sex-Ted unter Verdacht. (Blaulicht Nr. 118)
- 1971: Gert Schönau – Feuer im Kükenstall. (Blaulicht Nr. 130)
- 1971: Gert Schönau – Am Telefon der Chef. (Reihe DIE – Delikte Indizien Ermittlungen; Verlag Das Neue Berlin)
- 1986: Gerhard Feix – Entscheidung bei Mores. (Verlag Das Neue Berlin)
- 1988: Gert Schönau – Eine Dorfgeschichte. (Blaulicht Nr. 265)